# Arcadochypriote

Carte des dialectes du grec ancien. L'arcadochypriote est représenté en vert.

L'arcadochypriote est un dialecte du grec ancien qui pendant l'époque archaïque était parlé en Arcadie, à Chypre et en Pamphylie. Le mycénien est plus proche de l'arcadochypriote que de toute autre famille de dialectes grecs. Sa ressemblance avec le grec mycénien, tel qu'il est connu à partir du corpus linéaire B, indique qu'ils lui sont étroitement liés et appartiennent au même groupe dialectal, connu sous le nom d'achéen.
À Chypre, le dialecte était écrit en utilisant uniquement le syllabaire chypriote. Le texte le plus complet qui nous soit parvenu est la Tablette d'Idalion. Une source littéraire importante sur le vocabulaire provient du lexique du grammairien Hésychios du Ve siècle après J.-C.

## Histoire
Le dialecte dominant parlé dans le sud de la Grèce (y compris l'Achaïe, l'Argolide, la Laconie, la Crète et Rhodes) à la fin de l'Âge du bronze était le proto-arcado-chypriote. Les dialectes mycéniens et arcado-chypriotes appartiennent au même groupe, connu sous le nom d'achéen. Certaines innovations communes de l'arcadien et du chypriote, attestées au premier millénaire avant J.-C., indiquent qu'ils représentent des langues vernaculaires qui s'étaient légèrement éloignées de la langue administrative mycénienne, quelque temps avant une migration vers Chypre ; peut-être au cours du XIIIe ou du XIIe siècle avant J.-C Pausanias rapporte : « Agapenor, le fils d'Ancée, le fils de Lycurgue, qui fut roi après Echemos, conduisit les Arcadiens à Troie. Après la prise de Troie, la tempête qui s'abattit sur les Grecs à leur retour chez eux emporta Agapenor et la flotte arcadienne à Chypre, et Agapenor devint ainsi le fondateur de Paphos, et construisit le sanctuaire d'Aphrodite à Palaepaphos (le vieux Paphos). » L'établissement eut lieu avant 1100 av. J.-C. Avec l'arrivée des Doriens dans le Péloponnèse, une partie de la population se déplaça à Chypre, et le reste se limita aux montagnes arcadiennes. Selon John T. Hooker, l'explication préférable pour le tableau historico-linguistique général est qu'à l'Âge du bronze, à l'époque de la grande expansion mycénienne, un dialecte d'un haut degré d'uniformité était parlé à la fois à Chypre et dans le Péloponnèse, mais qu'à une époque ultérieure, les locuteurs du grec occidental s'introduisirent dans le Péloponnèse et occupèrent les États côtiers, mais ne firent pas d'incursions significatives en Arcadie.
Après l'effondrement du monde mycénien, la communication a pris fin et le chypriote a été différencié de l'arcadien. Il a été écrit jusqu'au IIIe siècle avant J.-C. en utilisant le syllabaire chypriote,. Le tsan était une lettre utilisée uniquement en Arcadie jusqu'au VIIIe siècle avant J.-C. environ. L'arcadochypriote a conservé de nombreuses caractéristiques du mycénien, perdues au début en attique et en ionien, comme le son /w/ (digamma).

## Spécificités linguistiques
- Passage de –ο > -υ : terminaisons verbales en –τυ/-ντυ au lieu de l'attique –το/-ντο, ἀπυ au lieu de ἀπό, ὑμοιοις au lieu de ὁμοίοις.
- Passage de -α > -ο : préposition ὀν au lieu de l'attique ἀνά, όνεθυσε au lieu de l'attique ἀνέθυσε.
- Pas de εν > ιν : ἰν au lieu de l'attique ἐν, μινονσαι au lieu de μένουσαι, fin de la voix moyenne –μινος au lieu de l'attique -μενος.
- Maintien du phonème [w], digamma : Ϝεκαστον au lieu de l'attique ἕκαστον.
- Passage de –τι > -σι : εἰκοσι, terminaison de la troisième personne du pluriel des verbes (comme en attique).
- Terminaisons singulières et plurielles de la voix moyenne en –τοι et –ντοι au lieu de l'attique –ται et –νται : τετακτοι au lieu de τέτακται.
- Apocope des préfixes ἀνά, κατά, παρά : κακειμεναυ au lieu de l'attique κατακειμένης.
- Préposition πος au lieu de l'attique πρός.
- En arcadien, a été conservée la séquence consonantique –νσ- : pluriel de la voix active –ονσι au lieu de l'attique –ουσι, πανσας au lieu de l'attique πᾶσας.
- En arcadien, la lettre san (Ϟ) est utilisée pour représenter le résultat du proto-grec (*kw, *gw, *gwh) : ὁϞεοι = ὅτεῳ.